# 16750 Марісандоз
16750 Марісандоз (16750 Marisandoz) — астероїд головного поясу, відкритий 18 серпня 1996 року.
Тіссеранів параметр щодо Юпітера — 3,374.